# Кнопка, кнопка
Кнопка, кнопка (англ. Button, button) — другий сегмент 20-го епізоду 1-го сезону телесеріалу «Сутінкова зона», у якому розповідається про незвичайну пропозицію, зроблену окремій нещасливій подружній парі.

## Сюжет
Артур та Норма Льюїс — подружня пара, яка бореться з фінансовими труднощами, що псують їхні взаємовідносини. Одного разу їх відвідує таємничий чоловік, що називає себе містером Стюардом, та приносить дивну дерев'яну скриньку з однією кнопкою на поверхні. Ця кнопка має унікальну властивість — якщо її натиснути протягом доби, то вона принесе дуже велику суму грошей. Проте в цей самий час дехто, кого вони не знають, у будь-якому куточку світу має померти. Норма й Артур проводять багато часу, обмірковуючи моральні аспекти пропозиції. Усвідомлення того, що вони можуть стати причиною смерті іншої людини — навіть якщо це буде зовсім незнайома людина, яку вони навіть не зустріли б, — дуже хвилює. Однак гроші виявилися сильним стимулом, зважаючи також на те, що ця пропозиція — унікальний шанс покращити фінансове становище та зміцнити подружні стосунки.
Наприкінці епізоду Норма все-таки зважується натиснути на кнопку, при цьому нічого незвичайного не відбувається. Вранці до подружжя знову навідується містер Стюард, щоб забрати назад механізм, і вручає їм кейс з обіцяними грошима. Норма запитує, чи помер хтось, на що містер Стюард дає позитивну відповідь. Після цього вона раптово запитує, що він далі робитиме з цим механізмом. Містер Стюард відповів, що він переналаштує його та віднесе комусь іншому — і це буде та людина, яка не знає Льюїсів. Після того, як містер Стюард покидає дім, на обличчі Норми з'являється вираз хвилювання та страху — адже у неї тепер є всі шанси померти наступною.

## У ролях
- Бред Девіс — Артур Льюїс
- Мері Віннінгем — Норма Льюїс
- Безіл Гофман — містер Стюард

## Цікаві факти
- Даний епізод базується на однойменній короткій історії, написаній Річардом Метсоном. Вперше вона була опублікована у журналі «Плейбой» у липні 1970;
- Річард Метсон написав цю історію під псевдонімом «Лоґан Свенсон»;
- У 2009 було випущено фільм «Коробка» (англ. «The Box») з Камерон Діаз та Джеймсом Мерсденом, який також базується на даній історії.